# Miescheid
Miescheid is een plaats in de Duitse gemeente Hellenthal, deelstaat Noordrijn-Westfalen, en telt 77 inwoners (2006).